# Евпаторийская детская железная дорога
Евпатори́йская детская железная дорога (укр. Євпаторійська дитяча залізниця) была учреждением внешкольного образования детей, знакомящим их с железнодорожными специальностями, а также прогулочной узкоколейной железной дорогой в курортном городе Евпатория, Крым.

## История
Была построена на берегу солёного Мойнакского озера в конце 1980-х годов Приднепровской железной дорогой. Тупиковый путь длиной 4,5 километра вытянулся от конечной трамвая неподалёку санатория Мойнаки, далее вдоль берега, с разъездом посередине. На концевых станциях были сооружены петли для оборота локомотивов. Дорога получила тепловоз ТУ2-142 и 2 вагона Pafawag, а ещё чуть позже — ещё несколько вагонов и тепловоз ТУ2-227.
Просуществовать дороге долго не было суждено — в конце 1991 года по инициативе Партии Зелёных она была закрыта в связи с нарушением экосистемы озера Мойнаки, подвижной состав вывезен, а пути разобраны.